# 叡山電鉄叡山本線

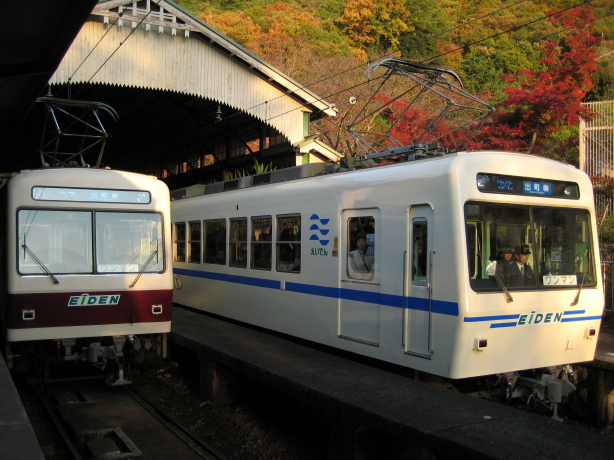
八瀬比叡山口駅停車中の700系

イベント列車の運行で八瀬比叡山口へ向かう900系きらら（三宅八幡駅 - 八瀬比叡山口駅間）

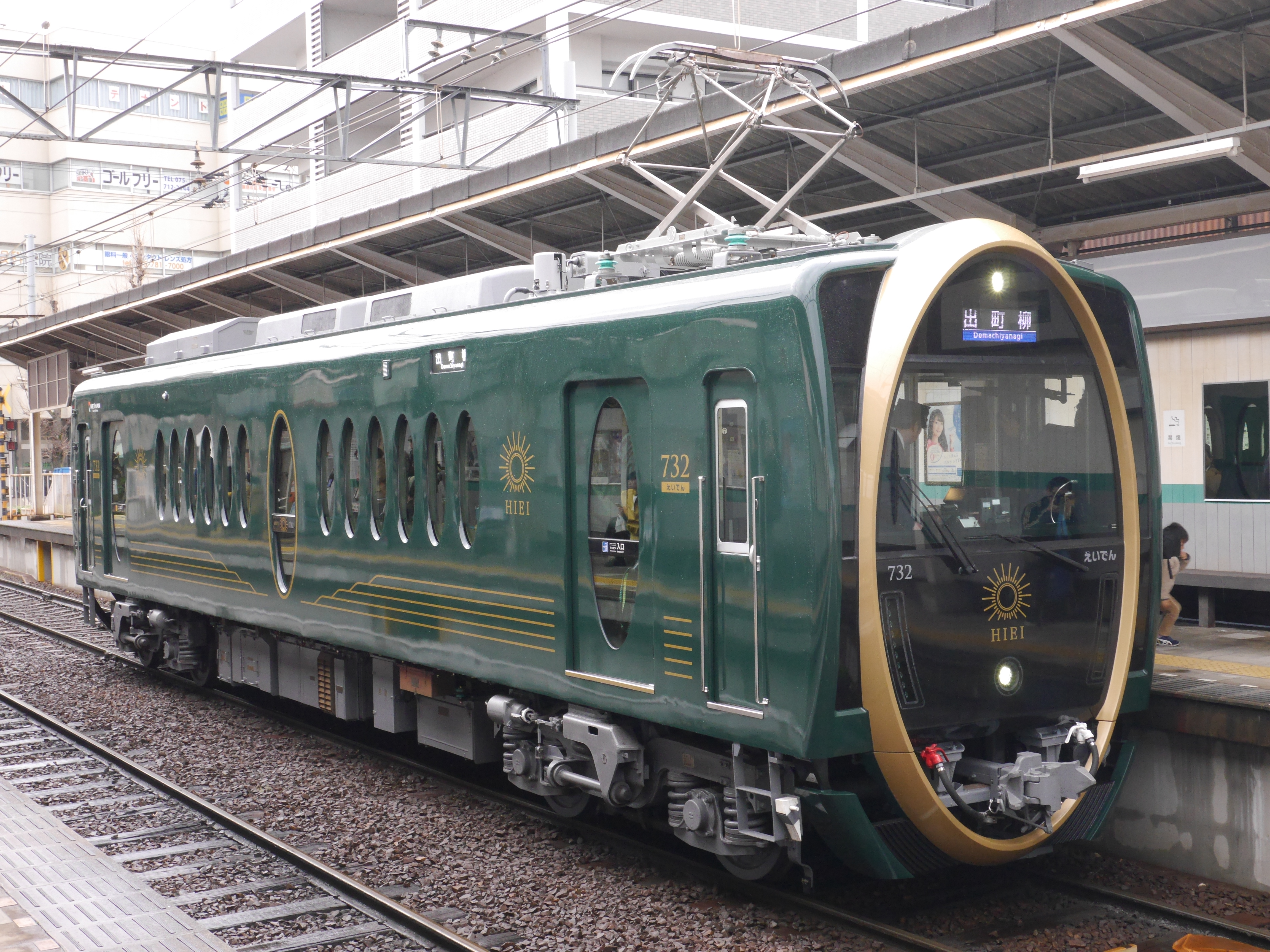
修学院駅停車中の観光用車両「ひえい」

叡山本線（えいざんほんせん）は、京都府京都市左京区の出町柳駅から八瀬比叡山口駅までを結ぶ叡山電鉄の鉄道路線である。

## 概要
1986年に叡山電鉄へ譲渡されるまでは京福電気鉄道が運営していた。京都市中心部から三宅八幡駅付近までの生活路線であると同時に、京福電気鉄道鋼索線（叡山ケーブル）・叡山ロープウェイとともに京都市内から比叡山山頂へのルートを形成する。
一乗寺駅付近までは住宅と町工場の混在した地域、三宅八幡駅付近までは住宅地の中を走る。沿線には名所・旧跡も多く存在する。三宅八幡駅をすぎると山裾を駆け上がり八瀬比叡山口駅に到達する。鞍馬線と異なり山岳路線ではないが、33.33‰の勾配が修学院駅の北や三宅八幡駅と八瀬比叡山口駅の間にあり、特に三宅八幡駅と八瀬比叡山口駅の間の33.33‰勾配は距離も長い。この区間は高野川と住宅地の間ではあるが、樹木や笹が茂り山深い雰囲気である。
八瀬比叡山口駅付近は叡山ケーブルへの乗り換えのほか、開業当時から京都電燈や地元が中心となり開発され、一時期駅名となった遊園地「八瀬遊園」が開設されるなど観光地として賑わった。現在では一部の休日を除けば散策を楽しむような静かな観光地である。

### 路線データ
- 路線距離（営業キロ）：5.6 km
- 軌間：1435 mm
- 駅数：8駅（起終点駅含む）
- 複線区間：全線
- 電化区間：全線電化（直流600V）
- 閉塞方式：自動閉塞式
- 保安装置：ATS（速度照査機能付）
- 最高速度：60 km/h[1]
- 最急勾配：33.33‰

## 運行形態
平日ダイヤと土休日ダイヤの2つを基本としている。
2021年9月18日改正時点のダイヤでは、平日・土休日とも昼間時間帯は鞍馬線直通の出町柳駅 - 鞍馬駅間の列車と、出町柳駅 - 八瀬比叡山口駅間の列車がそれぞれで15分間隔で運転される。夜間には二軒茶屋駅や車庫のある修学院駅発着となる列車もある。ごく一部の例外を除いて全列車ワンマン運転を行っている。
2021年1月30日のダイヤ改正前は、平日昼間時間帯は鞍馬線直通の出町柳駅 - 鞍馬駅間の列車、出町柳駅 - 八瀬比叡山口駅間の列車、そして出町柳駅 - 二軒茶屋駅間の列車がそれぞれで20分間隔で運転され、鞍馬線直通列車の方が多くなっていた。
お盆や年末年始は平日でも土休日ダイヤで運行されることがある。また、観光シーズンには特別ダイヤが組まれることがあり、その場合は平日は出町柳駅 - 鞍馬駅間の列車と出町柳駅 - 八瀬比叡山口駅間の列車がそれぞれ15分間隔と下校時に合わせた出町柳駅 - 二軒茶屋駅間の折り返し列車が、土曜・休日は最大で出町柳駅 - 鞍馬駅間の列車と出町柳駅 - 八瀬比叡山口駅間の列車がそれぞれ12分間隔で運転される。
関西の私鉄は行先表示に行先板を使用していた頃、列車の種類によって、長方形と丸形を使い分けていた会社が多かったが、叡電では、途中折り返しのない本線の主系統である「出町柳 - 八瀬遊園（当時の駅名）」のみ、長方形の行先板に両方の駅名を表示し、他の行先や列車は、丸形に駅名一つだけを表示した板をめくって、行先を何種類も出せる仕様となっていた（丸形は嵐山線でも使用していたが、トロリーポールが廃止された1975年頃、叡山線と異なる長方形に交換された）。叡山線の行先板は、デオ600形の廃車で消滅している。

## 歴史
京都電燈により開業し、同社の叡山電気鉄道部の下に置かれた。鞍馬線とは前身の鞍馬電気鉄道時代の全通後から一貫して当線との直通運転を行っている。また一時は、軌道線（路面電車）である京都市電からの直通運転が行われていた。
- 1922年（大正11年）11月8日 鉄道免許状下付（京都市上京区田中上柳町-愛宕郡修学院村間）[5]
- 1925年（大正14年）9月27日 京都電燈により出町柳駅 - 八瀬駅（現在の八瀬比叡山口駅）間が開業[6]。集電方式は架空複線式（ダブルポール）であった。
- 1928年（昭和3年）12月1日 子会社の鞍馬電気鉄道により現在の鞍馬線、山端駅（現在の宝ケ池駅） - 市原駅間が開業。山端駅が接続駅となる。
- 1929年（昭和4年）12月20日 鞍馬電気鉄道が全通。出町柳駅 - 山端駅 - 鞍馬駅間で直通運転を開始。
- 1930年（昭和5年）2月 集電方式を架空単線式に変更。
- 1935年（昭和10年）6月29日 鴨川水害で全線不通、翌30日午前10時より出町柳駅 - 三宅八幡駅間で運行再開[7]。
- 1942年（昭和17年）3月2日 京福電気鉄道に譲渡[8]。
- 1943年（昭和18年）7月10日 京都市電の東山線が延伸開業。東山線とは平面交差となる。
- 1944年（昭和19年）5月1日 山端駅 - 八瀬駅間が不要不急線として単線化され資材供出される。
- 1949年（昭和24年）12月 元田中駅 - 山端駅間で、京都市電からの乗り入れ運転を開始[注釈 3]。
- :宝ヶ池にあった市営競輪場の観客輸送運行で、競輪開催日のみ実施。車両は市電の1000形を使用し、山端駅に市電車両用の低床車用ホームを併設しての運行であった。叡山線内の途中駅はホーム高さの関係でノンストップだった。また、松ヶ崎浄水場建設にあたっての京都市電下鴨集荷場線（休止中）を利用した資材輸送に、この渡り線を経由して京福から101号が度々貸し出されている。
- 1951年（昭和26年）7月1日 山端駅 - 八瀬駅間が再複線化。
- 1954年（昭和29年）6月10日 山端駅を宝ケ池駅に改称。
- 1955年（昭和30年）9月1日 この日をもって京都市電からの直通運転を終了。
市電側の集電装置が同年11月からトロリーポールからビューゲルに変更されることが決まっていたことが直接の理由であったが、市がかねてから公営ギャンブル事業を行うことに反対意見があり、市の財政再建に目処がついたことで競輪場が近く廃止されることになったことも理由である。競輪場は結局1958年に廃止となり、競輪場跡地は後に「こどもの楽園」という子供同伴者を除いて中学生以上立ち入り禁止の児童専用公園となった。園内には長らく競輪場のスタンドの一部が残されていたが、2006年に老朽化で解体撤去された。
- 1964年（昭和39年） 乗客数が鴨東線開業前における最盛期を迎える。
- 1965年（昭和40年）8月1日 八瀬駅を八瀬遊園駅に改称。
- 1970年（昭和45年）北山通の修学院付近、白川通の修学院 - 宝ケ池付近が開通。修学院駅移転。
同時期に延長された市中心部直通の市バス路線が当線の脅威となり始める。
- 1973年（昭和48年） 集電装置をトロリーホイールからスライダーシューに変更。
- 1978年（昭和53年）
  - 10月1日 京都市電が廃止。東大路通交差点を踏切に変更。鉄軌道による他線との連絡が絶たれる。
  - 10月19日 日本国内最後のトロリーポール集電が廃止。全車パンタグラフ化。
- 1983年（昭和58年）12月1日 列車運行管理システム (PTC) 導入。列車無線装置使用開始。
- 1986年（昭和61年）4月1日 叡山電鉄に譲渡。
- 1987年（昭和62年）12月10日 自動列車制御装置 (ATS) 装置を路線に設置（車上装置は翌年にかけて順次取付）。ワンマン運転開始。
- 1989年（平成元年）10月5日 京阪電気鉄道の鴨東線開通。同社出町柳駅開業。再び鉄道他線とつながる。
- :これに先立ち9月21日 鞍馬線の京都精華大前駅開業と同時にダイヤ改正を実施。鞍馬線の区間運転延長が主体で叡山本線では出町柳駅 - 宝ケ池駅間で数本の増発。
- 1994年（平成6年）3月23日 ダイヤ改正による大増発実施。平日64本、休日9 - 46本増発。
1960年代から続いていた八瀬遊園発着・鞍馬線直通各々15分毎から、平日は八瀬遊園発着12分毎、鞍馬線直通10分毎に、休日は八瀬遊園発着・鞍馬線直通各々15分毎（オンシーズンは八瀬遊園発着7.5分毎）を基本としたものに変更。
- 2002年（平成14年）3月10日 八瀬遊園駅を八瀬比叡山口駅に改称。2001年の森のゆうえんち（旧・スポーツバレー京都）閉園による。
- 2004年（平成16年）1月13日 原則として全列車ワンマン運転となる。
- 2018年（平成30年）
  - 3月21日 観光用車両「ひえい」運転開始[9]。
  - 9月4日 台風21号により全線が運休[10][11]。
  - 9月5日 出町柳駅 - 八瀬比叡山口駅間全線が運転再開[11]。
- 2023年（令和5年）4月1日 茶山駅を茶山・京都芸術大学駅に改称[12]。

## 駅一覧
- 全駅京都府京都市左京区内に所在。全線複線。

| 駅番号 | 駅名                 | 駅間キロ | 営業キロ | 標高(m) | 接続路線                                               |
| ------ | -------------------- | -------- | -------- | ------- | ------------------------------------------------------ |
| E01    | 出町柳駅             | -        | 0.0      | 53.7    | 京阪電気鉄道： 鴨東線 (KH42)                           |
| E02    | 元田中駅             | 0.9      | 0.9      | 59.9    |                                                        |
| E03    | 茶山・京都芸術大学駅 | 0.5      | 1.4      | 64.6    |                                                        |
| E04    | 一乗寺駅             | 0.7      | 2.1      | 70.9    |                                                        |
| E05    | 修学院駅             | 0.8      | 2.9      | 78.3    |                                                        |
| E06    | 宝ケ池駅             | 0.9      | 3.8      | 87.5    | 叡山電鉄： E 鞍馬線                                    |
| E07    | 三宅八幡駅           | 0.6      | 4.4      | 96.4    |                                                        |
| E08    | 八瀬比叡山口駅       | 1.2      | 5.6      | 116.9   | 京福電気鉄道：鋼索線（叡山ケーブル）（ケーブル八瀬駅） |

駅番号は2008年10月19日から実施された。